# Eurata selva
Eurata selva är en fjärilsart som beskrevs av Herrich-Schäffer 1854. Eurata selva ingår i släktet Eurata och familjen björnspinnare. Inga underarter finns listade i Catalogue of Life.